# ガーナの医療

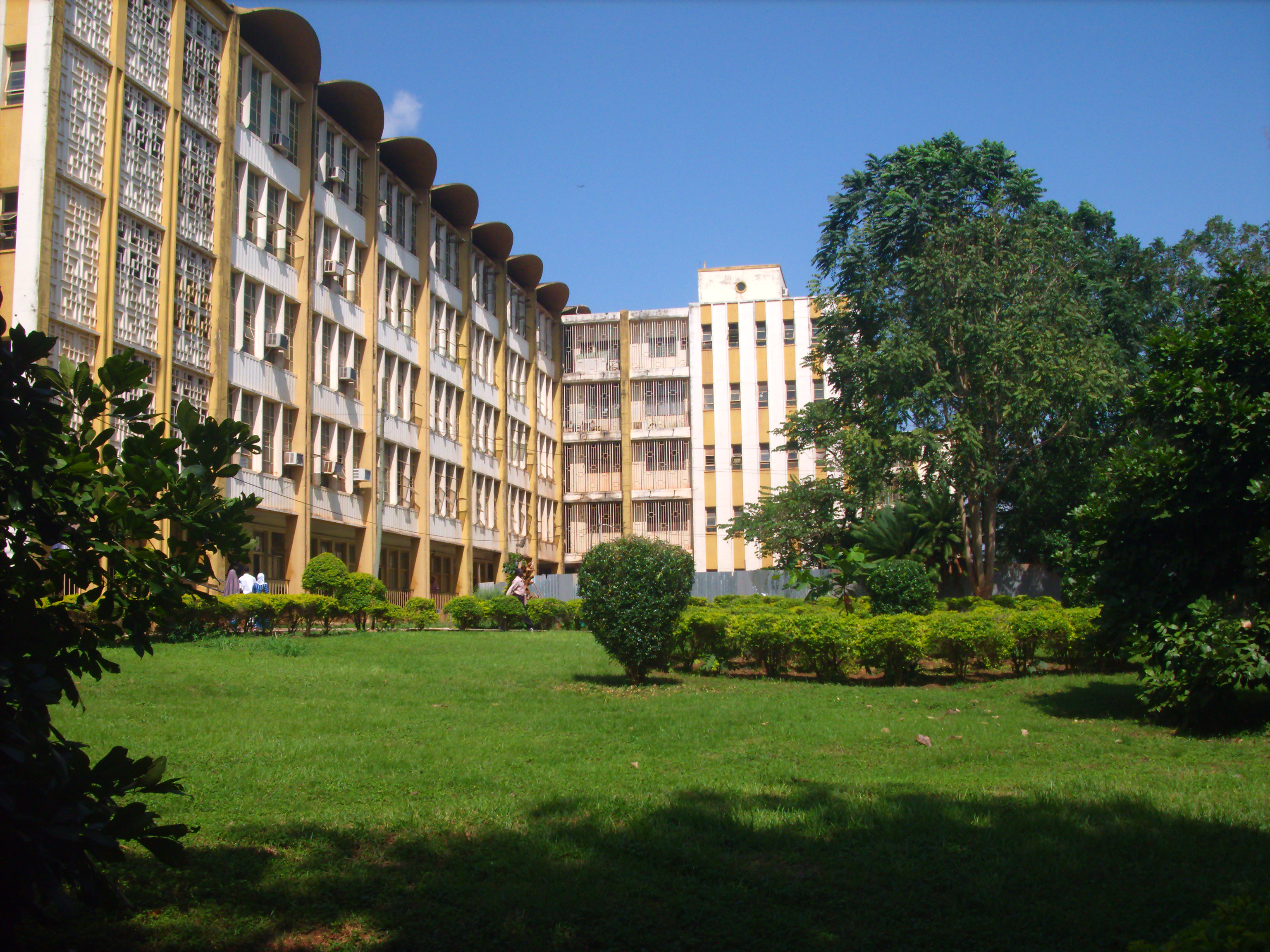
クマシ市のKomfo Anokye教育病院

ガーナの医療（Healthcare in Garna）は、ガーナ保健省が所管しており、大部分は政府よりガーナ保健サービスを通して提供される。ユニバーサルヘルスケアが達成され、全ガーナ人口の97.5%がプライマリヘルスケアにアクセス可能である。ガーナの医療制度はアフリカ諸国において最も成功したものであるとビル&メリンダ・ゲイツ財団は評している。

## 保健状態
2013年の保健状態は、平均寿命は男性66歳、女性67歳、乳児死亡率は3.9%であった。合計特殊出生率は2.12人、人口10万あたりの医師は15人、看護師は93人（2010年）であり、GDPの5.2%が保健支出であった（2010年）。医療支出のおおよそ34%が公費支出である。

## 医療制度

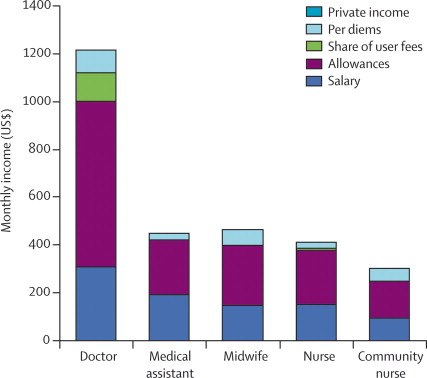
ガーナの医療関係者の月給・収入

医療は地域によって様々である。都市部は充実しており病院、診療所、薬局が整備されている。しかし田舎は現代的な医療を提供できていないことも多く、そのような地域では伝統アフリカ医療を受けたり、長距離移動を強いられる。
医療提供者は５レベルに分かれており、プライマリケア(田舎では）、保健センターと診療所、地方病院、地域病院、三次病院である。医療制度プログラムの財源は、ガーナ政府、金銭貸付、Internally Generated Fund (IGF)、Donors-pooled Health Fundである。ガーナには200の病院がある。ガーナキリスト教保健協会によって運営される病院・診療所もある。営利的な診療所もあるが、それは医療サービスの2%以下である。

### 国民健康保険
ガーナはユニバーサルヘルスケアが達成されており、国民健康保険スキームを取っている。保険制度設立前は、多くの人々が病気になっても治療費を払えず亡くなっていた。
ガーナは1992年に民主制に移行し、2000年の選挙にてジョン・アジェクム・クフォーは強制保険方式を訴えてガーナ共和国大統領に当選した。2003年には根拠法が議会を通過し、国民健康保険機構（NHIS）が設立され、NHISが認可権、モニタリング、規制、制度運営を担う事となった。